# Bundesministerium für Vertriebene, Flüchtlinge und Kriegsgeschädigte
Das Bundesministerium für Vertriebene, Flüchtlinge und Kriegsgeschädigte (BMVt) wurde 1949 errichtet und 1969 aufgelöst. Bis zur Gründung der Bundesrepublik Deutschland oblag in den Westzonen die Fürsorge für die Flüchtlinge den Landesregierungen. Das neue Bundesministerium übernahm dann die sozialpolitische Aufgabe, die Integration der Vertriebenen und Flüchtlinge zu koordinieren, sich um die Angelegenheiten der Kriegsgeschädigten zu kümmern, und sich im Rahmen des Lastenausgleichs um Entschädigung und Starthilfen zu kümmern.

## Geschichte
Das Bundesvertriebenenministerium wurde vom ehemaligen ZvD-Vorsitzenden und christdemokratischen Abgeordneten Hans Lukaschek aufgebaut. Weitere acht Bundesminister folgten, bis 1969 das Bundesvertriebenenministerium aufgelöst und die Zuständigkeiten auf andere Bundesministerien verteilt wurden. In der Anfangszeit erarbeitete das Bundesvertriebenenministerium das Lastenausgleichsgesetz, das 1952 verabschiedet wurde, und das Bundesvertriebenengesetz (BVFG), das 1953 in Kraft trat. Sie bildeten die Grundlage für seine spätere Arbeit.
Im Auftrag dieses Ministeriums wurde eine vielbändige Dokumentation der Vertreibung der Deutschen aus Ost-Mitteleuropa von zahlreichen Wissenschaftlern – auf der Basis von Dokumenten und Zeugenaussagen – erarbeitet und herausgegeben. Bei diesem Projekt, das über ungefähr zehn Jahre lief, spielte ein sog. „Königsberger Kreis“ unter Führung von Theodor Schieder, Werner Conze und Hans Rothfels eine maßgebliche Rolle, sie waren Autoren oder Bearbeiter. Weitere Autoren waren Adolf Diestelkamp, Rudolf (von) Laun und Peter Rassow. Schieder und ähnliche Historiker hatten in der Zeit des Nationalsozialismus den Volkstumskampf mit einer „feingesponnenen ideologischen Rechtfertigung deutscher Vorherrschaft im Osten“ argumentativ unterstützt, wie es Wolfgang J. Mommsen formulierte. Unter Theodor Oberländer waren rund 75 Prozent der Planstellen von ehemaligen Mitgliedern der NSDAP besetzt.
1969 wurde das Ministerium im Zuge der Ostpolitik Willy Brandts unter starker Kritik der Vertriebenenverbände aufgelöst. Die Zuständigkeiten gingen in den Geschäftsbereich des Bundesministeriums des Innern über.

## Bundesminister 1949 bis 1969
Hans-Joachim von Merkatz war während seiner kurzen Amtszeit gleichzeitig Bundesminister für Angelegenheiten des Bundesrates und der Länder.
| Nr.                                                               | Name                                                | Lebensdaten                                         | Partei                                              | Beginn der Amtszeit                                 | Ende der Amtszeit                                   |
| Bundesminister für Angelegenheiten der Vertriebenen               | Bundesminister für Angelegenheiten der Vertriebenen | Bundesminister für Angelegenheiten der Vertriebenen | Bundesminister für Angelegenheiten der Vertriebenen | Bundesminister für Angelegenheiten der Vertriebenen | Bundesminister für Angelegenheiten der Vertriebenen |
| ----------------------------------------------------------------- | --------------------------------------------------- | --------------------------------------------------- | --------------------------------------------------- | --------------------------------------------------- | --------------------------------------------------- |
| 1                                                                 | Hans Lukaschek                                      | 1885–1960                                           | CDU                                                 | 20. September 1949                                  | 20. Oktober 1953                                    |
| 2                                                                 | Theodor Oberländer                                  | 1905–1998                                           | GB/BHE                                              | 20. Oktober 1953                                    | 31. Januar 1954                                     |
| Bundesminister für Vertriebene, Flüchtlinge und Kriegsgeschädigte |                                                     |                                                     |                                                     |                                                     |                                                     |
| 2                                                                 | Theodor Oberländer                                  | 1905–1998                                           | GB/BHE (bis 1955) CDU (ab 1955)                     | 1. Februar 1954                                     | 4. Mai 1960                                         |
| 3                                                                 | Hans-Joachim von Merkatz                            | 1905–1982                                           | CDU                                                 | 27. Oktober 1960                                    | 14. November 1961                                   |
| 4                                                                 | Wolfgang Mischnick                                  | 1921–2002                                           | FDP                                                 | 14. November 1961                                   | 15. Oktober 1963                                    |
| 5                                                                 | Hans Krüger                                         | 1902–1971                                           | CDU                                                 | 17. Oktober 1963                                    | 7. Februar 1964                                     |
| 6                                                                 | Ernst Lemmer                                        | 1898–1970                                           | CDU                                                 | 19. Februar 1964                                    | 26. Oktober 1965                                    |
| 7                                                                 | Johann Baptist Gradl                                | 1904–1988                                           | CDU                                                 | 26. Oktober 1965                                    | 1. Dezember 1966                                    |
| 8                                                                 | Kai-Uwe von Hassel                                  | 1913–1997                                           | CDU                                                 | 1. Dezember 1966                                    | 5. Februar 1969                                     |
| 9                                                                 | Heinrich Windelen                                   | 1921–2015                                           | CDU                                                 | 7. Februar 1969                                     | 21. Oktober 1969                                    |

## Beamtete Staatssekretäre
- 21.09.1949–05.11.1953: Ottomar Schreiber (parteilos)
- 10.06.1953–30.11.1967: Peter Paul Nahm (CDU)
- 01.12.1967–30.06.1969: Gerd Ludwig Lemmer (CDU)
- 01.04.1969–10.07.1969: Erich von Hoffmann (Erich Hoffmann Edler von Jakobermühl)
- 11.07.1969–20.10.1969: Peter Paul Nahm